# المر اس. ریگگس
 المر اس. ریگگس (انگلیسی: Elmer S. Riggs؛ ۲۳ ژانویهٔ ۱۸۶۹ – ۲۵ مارس ۱۹۶۳) یک دیرین‌شناس اهل ایالات متحده آمریکا بود.